# Hide (unité)
Pour les articles homonymes, voir Hide (homonymie).
L'hide, parfois appelé carucate, fut une unité variable de mesure de surface terrienne utilisée dans l'Angleterre médiévale (VIe – XVIe siècles). L'hide était définie par rapport au rendement de production et au potentiel de taxation d'une terre, plutôt que sur ses dimensions exactes. Ceci donne approximativement une surface de 24 à 49 hectares, en fonction de la fertilité de la terre (60 à 120 anciens acres).
L'hide était la surface de terre considérée comme nécessaire pour subvenir aux besoins alimentaires annuels d'un foyer, une fois cultivée. Cinq hides devaient fournir un soldat armé dans les périodes de guerre. 
Dix hides formaient un tithing, dix tithing formaient un hundred (ou centaine), et les hundreds étaient groupés pour former un comté (shire).